# Philip Opiyo
Philip Opiyo (Nairobi, 27 de fevereiro de 1979) é um ex-futebolista profissional queniano que atuava como defensor.

## Carreira
Philip Opiyo representou o elenco da Seleção Queniana de Futebol no Campeonato Africano das Nações de 2004.